# Klaus Eulenberger (Theologe)
Klaus Eulenberger (* 17. März 1946 in Preetz; † 12. Oktober 2018 in Hamburg) war ein deutscher evangelisch-lutherischer Pastor und zuletzt Regionalmentor für die Ausbildung nordelbischer Vikarinnen und Vikare am Predigerseminar in Ratzeburg. Er war ein Buch- und Hörfunk-Autor.

## Leben und Werk
Eulenberger studierte in Neuendettelsau, Heidelberg, München und Kiel evangelische Theologie. Nach seinem Vikariat in Nürnberg und Hamburg war er Pastor in der Kirchengemeinde Rellingen und ab 1983 an der Christuskirche in Wandsbek. Ab 1997 war er hauptamtlich als Mentor in der Ausbildung der Vikarinnen und Vikare der  Nordelbischen Kirche tätig. 
Eulenberger predigte häufig im Ratzeburger Dom und in der Preetzer Klosterkirche, denen er beruflich und biographisch besonders verbunden war. Beim ersten Wahlverfahren zum Propst des Kirchenkreises Herzogtum Lauenburg im November 1996 war er einer von zwei Kandidaten. Keiner der beiden erreichte die erforderliche Mehrheit. Ein zweites Wahlverfahren im September 1997 mit drei Kandidaten brachte Peter Godzik ins Amt. Eulenberger war zeitweilig Mitglied der Liturgischen Konferenz der EKD. 2003 wurde er mit dem Sonderpreis „Beste Morgenandacht“ beim Predigtpreis des Verlags für die Deutsche Wirtschaft ausgezeichnet. Er war seit 2008 Mitherausgeber der Predigtstudien.
Nach seinem Eintritt in den Ruhestand am 1. September 2010 widmete er sich verstärkt seiner Leidenschaft für Literatur, Kunst und Musik und setzte diese Begeisterung weiterhin kreativ um – in zahlreichen Hörfunkandachten sowie Beiträgen in der Sendereihe „Glaubenssachen“ für den Norddeutschen Rundfunk.
In seiner letzten Sendung vom Juli 2018 sagte Eulenberger: „Wenn man der Begrenzung der Lebenszeit schon nicht entgeht, so muss man sie doch nicht einfach stumm hinnehmen.“ Zeitlebens stellte er seine Stimme dem stummen Hinnehmen entgegen. In seiner letzten Sendung erinnerte er daran: Auch im Tod bleiben wir „gezeichnet in die Hände Gottes, unsere Namen eingeschrieben in das Buch des Lebens“.
Im Nachruf der Nordkirche heißt es: „Die Nordkirche hat mit Klaus Eulenberger eine prägende Persönlichkeit für zeitgemäße Predigt und einen umfassend kulturell gebildeten und humorvollen Prediger verloren. Seine Anstöße für lebendige Predigt werden in den von ihm Ausgebildeten und in seinen Büchern weiterwirken. Möge Gott Klaus Eulenberger aufnehmen in sein ewiges Reich. Seiner Frau und seinen Kindern gilt unser Mitgefühl und unsere Fürbitte.“
Der Hamburger DOM-Pastor Friedrich Brandi nannte ihn in seinem Nachruf in der Mecklenburgischen & Pommerschen Kirchenzeitung „ein kulturtheologisches Trüffelschwein, das in Romanen und Kunstwerken Theologie aufspürte, wo andere sich allein der Ästhetik hingaben oder einfach vorbeigelaufen sind“.

## Veröffentlichungen (Auswahl)
- Nur die Stimme der Wahrheit kann trösten. Religiöse Erkundungen der Wirklichkeit, Berlin: EB-Verlag 2010.
- Der eine Gott in tausend Sprachen. Neue Versuche über Gott und die Welt, Berlin: EB-Verlag 2008.
- Totentanz auf dem Spielbudenplatz. Versuche über Gott und die Welt, Berlin: EB-Verlag 2004.
- Vom Gelingen des Lebens, Gütersloh: Gerd Mohn 1977.